# Michael Michai Kitbunchu
Michael Michai Kitbunchu (in thai: ไมเกิ้ล มีชัย กิจบุญช; Samphran, 25 gennaio 1929) è un cardinale e arcivescovo cattolico thailandese, dal 14 maggio 2009 arcivescovo emerito di Bangkok.

## Biografia
Michael Michai Kitbunchu è nato il 25 gennaio 1929 a Samphran, nell'omonimo distretto e vicariato apostolico di Bangkok (oggi arcidiocesi), nella parte meridionale dell'allora Regno di Rattanakosin (oggi Regno di Thailandia).
Ha ricevuto l'ordinazione sacerdotale il 20 dicembre 1959 a Roma, per imposizione delle mani del cardinale Krikor Bedros XV Aghagianian, patriarca di Cilicia degli Armeni e pro-prefetto della Congregazione di Propaganda Fide; si è incardinato, quasi trentunenne, come presbitero del vicariato apostolico di Bangkok.

### Ministero episcopale
Il 18 dicembre 1972 papa Paolo VI lo ha nominato, quarantatreenne, arcivescovo metropolita di Bangkok; è succeduto al sessantaquattrenne Joseph Khiamsun Nittayo, dimissionario per motivi di salute. Ha ricevuto la consacrazione episcopale il 3 giugno 1973, presso il Seminario minore di San Giuseppe a Bangkok, per imposizione delle mani del suo predecessore, assistito dai co-consacranti Lawrence Thienchai Samanchit, vescovo di Chanthaburi, e Michel-Auguste-Marie Langer, M.E.P., vescovo di Nakhon Sawan. Ha preso possesso dell'arcidiocesi durante una cerimonia successiva svoltasi presso la Cattedrale dell'Assunzione a Bangkok. Come suo motto episcopale ha scelto Per Crucem ad lucem, che tradotto vuol dire "Attraverso la Croce verso la luce".
Nel 1979 è stato eletto per un triennio presidente della Conferenza dei Vescovi della Thailandia, succedendo a Robert Ratna Bamrungtrakul, vescovo di Chiang Mai; nel 1982 gli è succeduto Joseph Banchong Aribarg, vescovo di Nakhon Sawan.

### Cardinalato
Il 5 gennaio 1983, al termine dell'udienza generale del mercoledì, papa Giovanni Paolo II ha annunciato la sua creazione a cardinale nel concistoro del 2 febbraio seguente; cinquantaquattrenne, è il primo thailandese a ricevere la porpora cardinalizia nella storia della Chiesa. Durante la cerimonia, svoltasi presso la Basilica di San Pietro in Vaticano, gli sono stati conferiti la berretta, l'anello cardinalizio ed il titolo presbiterale di San Lorenzo in Panisperna, vacante dal 23 ottobre 1979, giorno della morte del cardinale argentino Antonio Caggiano, arcivescovo emerito di Buenos Aires. Ha preso possesso della sua chiesa titolare in una celebrazione successiva.
Nel 1985 è stato nuovamente eletto a capo della Conferenza episcopale thailandese succedendo a monsignor Aribarg; ha ricoperto l'incarico per due mandati, fino a quando nel 1991 gli è subentrato George Yod Phimphisan, C.SS.R., vescovo di Udon Thani. In seguito, ne è stato ancora presidente per un mandato, dal 1994 al 1997, e per altri due mandati, dal 2000 al 2006, alternandosi sempre a monsignor Phimphisan.
Dopo la morte di papa Giovanni Paolo II, ha preso parte al conclave del 2005, che si è concluso con l'elezione al soglio pontificio del cardinale Joseph Ratzinger, prefetto della Congregazione per la dottrina della fede, con il nome di Benedetto XVI.
Il 25 gennaio 2009, al compimento dell'ottantesimo genetliaco, ha perso il diritto di entrare in conclave ed ha cessato di essere membro dei dicasteri della Curia romana, in conformità all'art. II § 1-2 del motu proprio Ingravescentem Aetatem, pubblicato da papa Paolo VI il 21 novembre 1970.
Il 14 maggio seguente papa Benedetto XVI ha accettato la sua rinuncia dal governo pastorale dell'arcidiocesi di Bangkok dopo ben trentasei anni per raggiunti limiti d'età, ai sensi del can. 401 § 1 del Codice di diritto canonico, divenendone arcivescovo emerito; contestualmente gli è succeduto il cinquantanovenne Francis Xavier Kriengsak Kovithavanij, trasferito dalla sede di Nakhon Sawan.
Dopo la rinuncia di papa Benedetto XVI, per via dell'età non ha potuto prendere parte al conclave del 2013, che si è concluso con l'elezione al soglio pontificio del cardinale Jorge Mario Bergoglio, arcivescovo metropolita di Buenos Aires, con il nome di Francesco.
Il 14 dicembre 2016, giorno della morte del cardinale brasiliano Paulo Evaristo Arns, O.F.M., arcivescovo emerito di São Paulo ed ultimo porporato vivente creato da papa Paolo VI, è divenuto cardinale protopresbitero, ovvero il cardinale dell'ordine presbiterale di più antica creazione.
Dal 4 settembre 2019, giorno della morte del cardinale francese Roger Etchegaray, sottodecano emerito del Collegio Cardinalizio e cardinale protovescovo, è anche il cardinale vivente di più antica creazione, escludendo dal computo il papa emerito Benedetto XVI, creato cardinale il 27 giugno 1977 da papa Paolo VI, deceduto il 31 dicembre 2022.

## Genealogia episcopale e successione apostolica
La genealogia episcopale è:
- Cardinale Scipione Rebiba
- Cardinale Giulio Antonio Santori
- Cardinale Girolamo Bernerio, O.P.
- Arcivescovo Galeazzo Sanvitale
- Cardinale Ludovico Ludovisi
- Cardinale Luigi Caetani
- Cardinale Ulderico Carpegna
- Cardinale Paluzzo Paluzzi Altieri degli Albertoni
- Papa Benedetto XIII
- Papa Benedetto XIV
- Papa Clemente XIII
- Cardinale Marcantonio Colonna
- Cardinale Giacinto Sigismondo Gerdil, B.
- Cardinale Giulio Maria della Somaglia
- Cardinale Carlo Odescalchi, S.I.
- Cardinale Costantino Patrizi Naro
- Cardinale Lucido Maria Parocchi
- Papa Pio X
- Papa Benedetto XV
- Papa Pio XII
- Cardinale Eugène Tisserant
- Papa Paolo VI
- Arcivescovo Joseph Khiamsun Nittayo
- Cardinale Michael Michai Kitbunchu

La successione apostolica è:
- Vescovo Joseph Banchong Aribarg (1976)
- Arcivescovo Louis Chamniern Santisukniram (1999)
- Vescovo John Bosco Panya Kritcharoen (2005)
- Cardinale Francis Xavier Kriengsak Kovithavanij (2007)
- Arcivescovo Francis Xavier Vira Arpondratana (2009)
- Vescovo Joseph Pibul Visitnondachai (2009)
- Vescovo Joseph Vuthilert Haelom (2018)